# Canton de Mareuil
Le canton de Mareuil est une ancienne division administrative française située dans le département de la Dordogne, en région Aquitaine.

## Historique
- Le canton de Mareuil est l'un des cantons de la Dordogne créés en 1790, en même temps que les autres cantons français. Il a d'abord été rattaché au district de Nontron avant de faire partie de l'arrondissement de Nontron[1].

- De 1833 à 1848, les cantons de Champagnac et de Mareuil avaient le même conseiller général. Le nombre de conseillers généraux était limité à 30 par département.

### Redécoupage cantonal de 2014-2015
Par décret du 21 février 2014, le nombre de cantons du département est divisé par deux, avec mise en application aux élections départementales de mars 2015. Le canton de Mareuil est supprimé à cette occasion. Ses quatorze communes sont alors rattachées au canton de Brantôme qui prend le nom de canton de Brantôme en Périgord en 2020.

## Géographie
Ce canton était organisé autour de Mareuil dans l'arrondissement de Nontron. Son altitude variait de 85 m (La Rochebeaucourt-et-Argentine) à 251 m (Champeaux-et-la-Chapelle-Pommier) pour une altitude moyenne de 143 m.
Il était intégré au Parc naturel régional Périgord-Limousin, hormis les communes de Mareuil et des Graulges.

## Représentation

### Conseillers généraux de 1833 à 2015
Avant 1833, les conseillers généraux étaient désignés, et ne représentaient pas un canton déterminé.
| Période | Période      | Identité                                 | Étiquette                                                | Qualité |
| ------- | ------------ | ---------------------------------------- | -------------------------------------------------------- | --- |
| 1833    | 1842         | Jean Bertrand du Reclus                  |                                                          | Propriétaire à Mareuil |
| 1842    | 1865         | Thibault Ferdinand de Galard de Béarn    |                                                          | Propriétaire du château de Bellevue, à Puyrenier |
| 1865    | 1877         | Jules Léon Dereix                        | Droite                                                   | Receveur particulier des finances à Jonzac (Charente-Maritime) Maire de Mareuil (1871-1873)                                                                |
| 1877    | 1907         | Marquis Edmond de Maillard de Lafaye     | Droite                                                   | Maire de Saint-Sulpice-de-Mareuil |
| 1907    | 1925         | Émile Puyjarinet                         | Rad.-RG                                                  | Propriétaire Maire de Vieux-Mareuil |
| 1925    | 1937         | Alphonse Puyjarinet (frère du précédent) | Rad.                                                     | Maire de Vieux-Mareuil (1919-1925) |
| 1937    | 1940         | Henri Laforest                           | Rad.                                                     | Avocat Nommé conseiller départemental en 1943 |
|         |              |                                          |                                                          | |
| 1945    | 1958         | Raymond Boucharel                        | SFIO                                                     | Instituteur puis directeur adjoint du collège moderne de Périgueux                                                                                         |
| 1958    | 1970         | Maurice Allard                           | Rad.                                                     | Agriculteur Maire de Saint-Sulpice-de-Mareuil |
| 1970    | 1982         | Robert Clément-Colas                     | Rad. puis MRG                                            | Docteur en médecine, Mareuil |
| 1982    | 1988         | Yves Rousseau                            | DVD                                                      | Négociant en matériaux Maire de La Rochebeaucourt (1971-2008)                                                                                              |
| 1988    | 1996 (décès) | Raymond Roland                           | DVD                                                      | Agriculteur retraité Maire de Sainte-Croix-de-Mareuil |
| 1996    | 2001         | Frédéric de Saint-Sernin                 | RPR                                                      | Député (1993-1997), maire-adjoint de Nontron (1995-2001)                                                                                                   |
| 2001    | 2008         | Philippe Chodron de Courcel              | Union des Démocrates de la Dordogne (UDD) (RPR puis UMP) | Industriel à la retraite Maire de Saint-Félix-de-Bourdeilles (1985-2014) Président de la communauté de communes du Pays de Mareuil-en-Périgord (2002-2008) |
| 2008    | 2015         | Jean-Paul Couvy                          | PS                                                       | Inspecteur du cadastre Maire de Monsec (depuis 1995) Président de la communauté de communes Dronne et Belle (depuis 2014)                                  |

### Conseillers d'arrondissement (de 1833 à 1940)
| Période                                  | Période      | Identité                  | Étiquette                | Qualité |
| ---------------------------------------- | ------------ | ------------------------- | ------------------------ | --- |
| Les données manquantes sont à compléter. |              |                           |                          | |
| 1833                                     | 1839         | Charles Rastouil          |                          | Imprimeur, propriétaire à Mareuil                                                                           |
| 1839                                     | 1848         | Georges Bodin             |                          | Percepteur, maire de Monsec                                                                                 |
|                                          |              |                           |                          | |
| avant 1855                               | 1858         | Jean Granger              |                          | Notaire à Mareuil                                                                                           |
| 1858                                     | 1898 (décès) | Marc de Pindray d'Ambelle | Droite                   | Médecin, propriétaire du château, maire de Sainte-Croix-de-Mareuil                                          |
| 1898                                     | 1904         | Joseph Dubuisson          | Républicain              | Notaire à Mareuil                                                                                           |
| 1904                                     | 1910         | Eugène Clément            | Républicain ministériel  | Propriétaire agriculteur, maire de Léguillac-de-Cercles                                                     |
| 1910                                     | 1919         | Pierre Allard             | Républicain progressiste | Agriculteur à Saint-Sulpice-de-Mareuil                                                                      |
| 1919                                     | 1928         | Léonard Delrieu           | Radical                  | Maire de Beaussac                                                                                           |
| 1928                                     | 1940         | M. Bazinet                | RG-URD                   | Propriétaire à Mareuil, adjoint au maire de Beaussac                                                        |
| 1940                                     |              |                           |                          | Les conseils d'arrondissement ont été suspendus par la loi du 12 octobre 1940 et n'ont jamais été réactivés |

Sources : "Annuaires et calendriers 1789-1842 " sur le site des archives départementales de la Dordogne. https://archives.dordogne.fr/r/72/fonds-imprimes/annuaires-et-calendriers?arko_default_6076b1c79b335--ficheFocus=

## Composition
Le canton de Mareuil regroupait quatorze communes et comptait 3 506 habitants (population municipale) au 1er janvier 2011.
| Communes                         | Population (2012) | Code postal | Code Insee |
| -------------------------------- | ----------------- | ----------- | ---------- |
| Beaussac                         | 184               | 24340       | 24033      |
| Champeaux-et-la-Chapelle-Pommier | 154               | 24340       | 24099      |
| Les Graulges                     | 61                | 24340       | 24203      |
| Léguillac-de-Cercles             | 306               | 24340       | 24235      |
| Mareuil                          | 1 112             | 24340       | 24253      |
| Monsec                           | 204               | 24340       | 24283      |
| Puyrenier                        | 57                | 24340       | 24344      |
| La Rochebeaucourt-et-Argentine   | 372               | 24340       | 24353      |
| Rudeau-Ladosse                   | 180               | 24340       | 24221      |
| Saint-Crépin-de-Richemont        | 202               | 24310       | 24391      |
| Sainte-Croix-de-Mareuil          | 139               | 24340       | 24394      |
| Saint-Félix-de-Bourdeilles       | 70                | 24340       | 24403      |
| Saint-Sulpice-de-Mareuil         | 125               | 24340       | 24503      |
| Vieux-Mareuil                    | 340               | 24340       | 24579      |

## Démographie
| 1962  | 1968  | 1975  | 1982  | 1990  | 1999  | 2006  | 2011  | 2012  |
| ----- | ----- | ----- | ----- | ----- | ----- | ----- | ----- | ----- |
| 4 593 | 4 201 | 4 039 | 3 832 | 3 710 | 3 421 | 3 514 | 3 506 | 3 474 |